# باب‌الشعریه
باب الشعریه نام شهر و شهرستانی در استان قاهره مصر است.